# سلطنتی آدلاید (۱۸۶۵)
سلطنتی آدلاید (۱۸۶۵) (به انگلیسی: Royal Adelaide (1865)) یک کشتی بود که طول آن ۲۳۳ فوت (۷۱ متر) بود. این کشتی در سال ۱۸۶۵ ساخته شد.